# マルセイユ版タロット

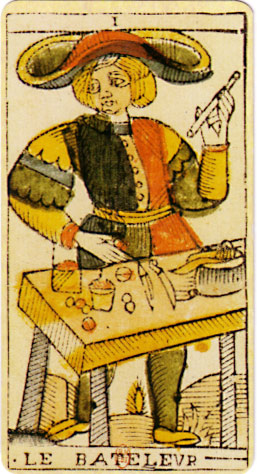
マルセイユ版（ジャン・ドーダル版）タロットの魔術師

マルセイユ版タロット（マルセイユばんタロット、仏：Tarot de Marseille）は、16世紀から18世紀頃のヨーロッパで、大量生産されていたカードの絵柄の総称。またはその絵柄を踏襲したタロットカードの名称。「マルセイユ版」「マルセイユ系」などと略される。
一般的には「グリモー版」のタロットカードを指して呼称する場合が多い。

## 歴史

### 起源とフランスへの伝来
歴史上、タロットカード自体のルーツを遡ると15世紀のイタリアへと辿ることができ、当時プレイングカードとして主にカードゲームなどに使われていたものが、そのままヨーロッパ各地へと伝わり、後に「何らかの要因」によって占い等の神秘的・秘教的意味合いを持つものとなっていったと見られている（タロットの項も参照）。
フランスの歴史に於いて、文献等に初めてタロットを含む「プレイングカード」に関わる言及が見られたのは1482年とされている。また、明確に「タロット」に関わる文献としてフランス最古のものは、フランソワ・ラブレーによる著書『ガルガンチュワとパンタグリュエル』であり、その第一之書に「tarau」という形で記述されている。なお、出版年は1534年となっている。その後、フランスでカードゲームが一般的なものとなるにつれて、遅くとも16世紀末頃にはリヨンやルーアンを中心としてタロットの製造が行われるようになっていた。カードの製造、即ち印刷・製紙業は地理的環境から次第に地中海沿岸部の都市でも生産が始まるようになる。地中海沿岸の都市は、当時、さまざまな情報の行き交う港町として発展しており、アジア・アフリカなど他国の文化をいち早く吸収できる環境にあった。その為、木版印刷・銅版印刷に関わる技術についても他の地方に比べ高いものを誇っており、17世紀頃にはマルセイユを始め、トゥーロン、ボルドーなどの地中海沿岸部を始め、フランスの各所でもカードが製造されるようになっていた。

### マルセイユ・タロットの出現
フランス最古のものとして現存するタロットカードは、1557年のリヨンにてケイトリン・ジョフロイという人物によって作成されたものと見られている。このケイトリン・ジョフロイによるタロットのスートは、今日に見られるタロットのスートとは異なり、当時のトランプ（プレイングカード）のスートと共通する3種類が確認されているため、その絵柄のデザインとともに「マルセイユ版タロット」と直接共通する点は少ないとされている。歴史上遡ることのできる範囲において初めて「マルセイユ版タロット」の絵柄が確認されるのは、マルセイユではなく17世紀後半（1650年頃とされている）のパリにおいてである。ジャン・ノブレによって作成されたタロットカードが「マルセイユ版タロット」の絵柄をもつ最も古いデッキとして有力視されている。このデザインが、後にタロットカードのデザインとして一般的なものとなり、これを元にした様々なバリエーションのカードがフランス各地で生産されることとなった。それらがマルセイユ版と呼ばれるようになったのは20世紀に入ってからのことで、ニコラ・コンヴェルという18世紀のマルセイユのカードメイカーの作ったタロットを、1930年代にグリモー社が「マルセイユのタロット」の名で復刻したことに始まる。

### オカルティズムの影響

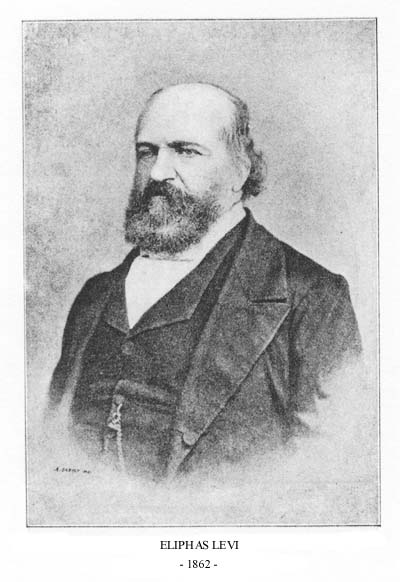
エリファス・レヴィの肖像。1862年当時のもの。

一方、1854年のパリにおいて一人の人物が一冊の本を出版した。「エリファス・レヴィ」、本名「アルフォンス・ルイ・コンスタン」の書き記した『高等魔術の教理と祭儀』がそれである。やがてこの本に書かれたオカルティズムに基づく神秘思想は当時のパリを席巻することとなり、19世紀半ばから20世紀に至る魔術復興・オカルト思想を象徴する存在となった。同書はタロットについての解説書でもあったので、以後現代に至るまで世界各地でタロット解釈の解説書の定番の一冊とされてきた。この流れを受け、タロットにも神秘主義・カバラ思想に基づく解釈が取り入れられ、それまで製作されていたカードにも同書の解釈が当てはめられることとなった。やがてイギリスへと飛び火したタロットの神秘的解釈は、20世紀初頭の1910年、アーサー・エドワード・ウェイトによるタロットカード、すなわち黄金の夜明け団の教義に基づくカバラ思想・神秘的象徴をふんだんに取り入れた「ウェイト版タロット」として結実し、このデッキが出版されたのを皮切りに、世界中で神秘的解釈に依拠したタロットカードが製作されることとなった。
こうした流れの中、マルセイユ版タロットはその歴史、象徴体系の部分から様々な研究が進められており、一部では「マルセイユ版こそ、本来のタロットカードの姿である」といった主張が生まれるなど、他のタロットとの差別化を図ろうとする動きも出てきている。

## 主な特徴と代表的なマルセイユ版タロット
木版画調のラフな絵柄が特徴的なカードで、現在広く用いられているウェイト版タロットとは大アルカナの配列順序が異なっている。
- マルセイユ版：カード番号8は「正義」、11は「力」。
- ウェイト版：カード番号8は「力」、11は「正義」。

また、その歴史の長さなどから様々なバリエーションのものが出回っている。以下、代表的なものの一部。
Ancien Tarot de Marseille
1848年にバプティスト・ポール・グリモー（Baptiste Paul Grimaud）が創業したフランスのカードメーカー、フランス・カルタ社のタロットカード。俗に言う「グリモー版」。
Universal Tarot of Marseille
イタリアのLO SCARABEO社から発行されているタロットカード。下記のクラウド・バーデルのデザインを現代風に復刻したものである。
Tarot Classic
1751年にクラウド・バーデル（Claude Burdel）によって作成された木版タロットカードの復刻版。スイスのAGM社やイタリアのLO SCARABEO社などから発行されている。
Tarot Vieville
1650年頃のパリにてジャック・ヴィエヴィル（Jack Vieville）によって作成された木版タロットカードの復刻版。「歴史」に記載されているジャン・ノブレのものと同時期に作成されたものであり、そのデザイン等から様々な研究の対象となっている。
Ancient Tarots of Marseilles
1760年にニコラ・コンヴェル（Nicolas Conver）によって作成された木版タロットカードの復刻版。なお、このデザインの木版を所有するカモワン社によってカモワン・タロットが作成されている。
この他にも、多種多様にデザインの異なるマルセイユ版タロットが作成されている。

## 参考図版

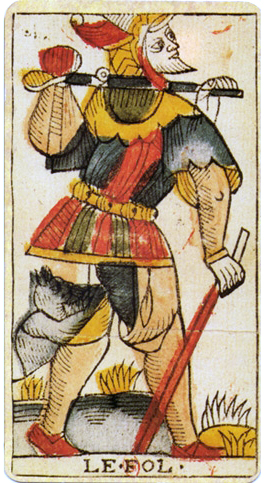
愚者
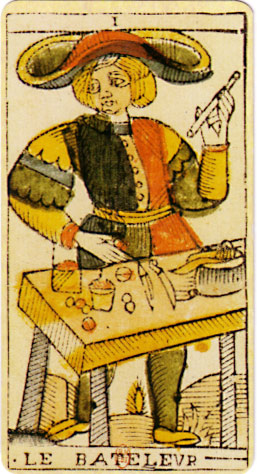
1 魔術師
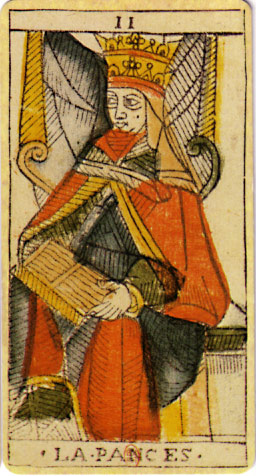
2 女教皇
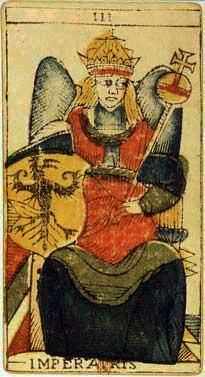
3 女帝
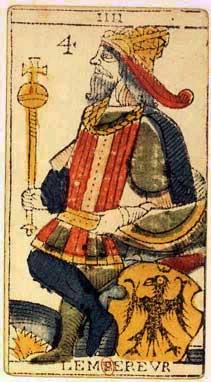
4 皇帝
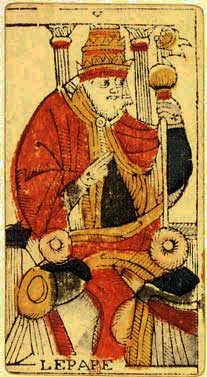
5 教皇
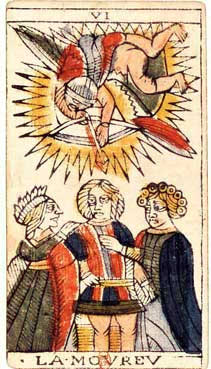
6 恋人
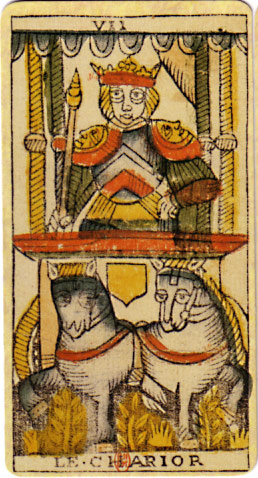
7 戦車
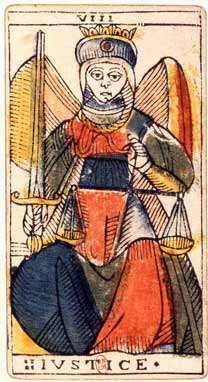
8 正義
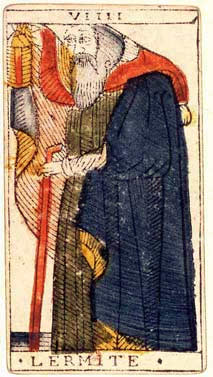
9 隠者
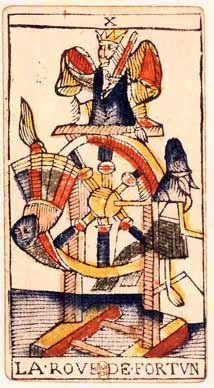
10 運命の輪
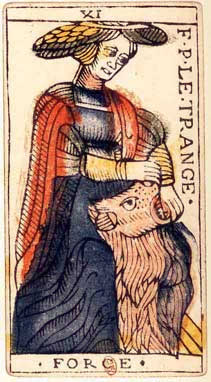
11 力
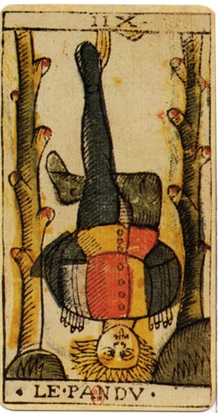
12 吊された男
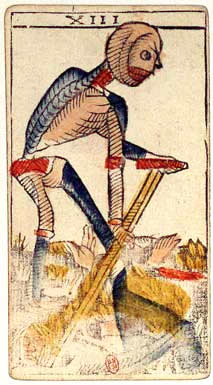
13
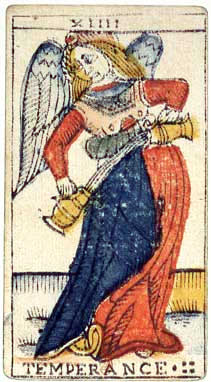
14 節制
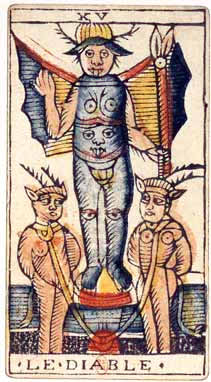
15 悪魔
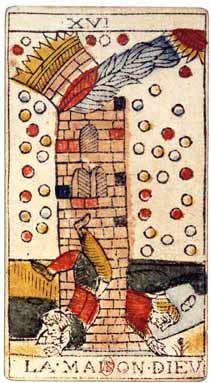
16 塔
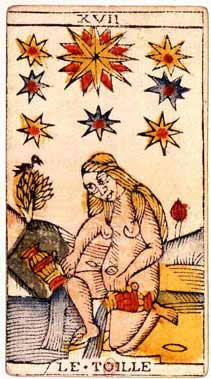
17 星
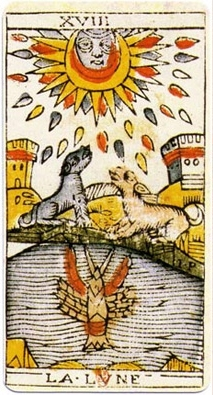
18 月
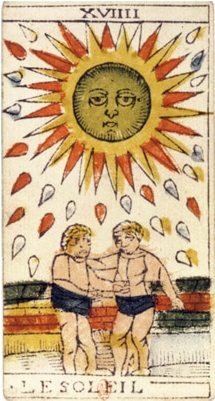
19 太陽
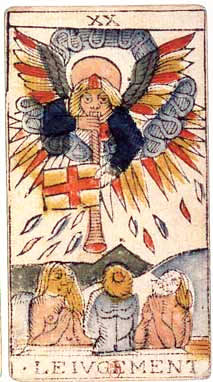
20 審判
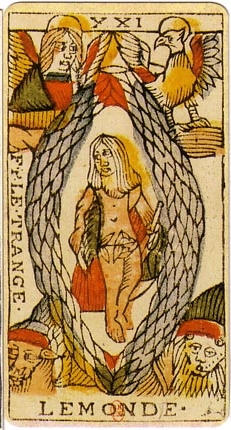
21 世界